# Hans Rama
Hans Rama (* 29. November 1906 in Passenheim; † 3. November 1967 in Berlin) war ein deutscher Fotograf.

## Leben und Werk
Rama war zunächst als Buchhalter an einem Bankhaus in Allenstein tätig und begann seine professionelle Ausbildung zum Lichtbildner erst nach seiner Entlassung im September 1932. 1936 volontierte er bei Franz Fiedler in Dresden, machte sich 1937 mit eigenem Fotostudio am Kurfürstendamm in Berlin selbständig und bestand die Meisterprüfung 1938.
Ramas meist etwas dunkel gehaltene Porträtaufnahmen gelten als stilprägend für seine Zeit. Zahlreiche Prominente der 1950er und 1960er Jahre, insbesondere Künstler ließen sich von Hans Rama porträtieren und wurden regelmäßig in rahmenlos aufgezogenen Abzügen im Format 50 × 60 cm in den Schaukästen des Fotostudios auf dem Kurfürstendamm ausgestellt, unter vielen anderen z. B. Gottfried Benn, Tilla Durieux, Maria Schell, Walter Höllerer, Hans Werner Henze, Tatjana Gsovsky, Catherine Gayer, der Maler Otto Eglau und der Mode-Journalist Baron Hermann Eelking.
Neben der Porträtfotografie erlangte Rama vor allem durch die Tanzfotografie (insbesondere mit Studioaufnahmen) große Bekanntheit und gilt im Nachkriegsdeutschland als wichtigster Konkurrent des namhaftesten Ballettfotografen seiner Zeit, Siegfried Enkelmann. Rama fotografierte die prominentesten deutschen Ballettsolisten der 1950er Jahre, und beispielsweise seine Fotos von Klaus Kinskis Mitwirkung in dem Ballett Der Idiot (nach  Dostojewski, 1952) werden heute noch gerne publiziert. Ramas Fotostudio wurde rasch zu einem Künstlertreffpunkt insbesondere für die Ballettwelt.
Nach Hans Ramas Tod führte seine Gattin und Mitarbeiterin Maria Rama (1911–1997) das Fotostudio fort. Sie dokumentierte vor allem jahrzehntelang das Leben der mit ihr befreundeten Familie von Günter Grass, der eine ihrer Kameras, eine „Agfa-Box“, literarisch in den zweiten Band seiner Memoiren Die Box. Dunkelkammergeschichten (2008) einfließen ließ.

## Fotoarchiv
Die Bestände des Fotoarchivs von Hans und Maria Rama wurden von mehreren öffentlichen Sammlungen angekauft, namentlich von der Berlinischen Galerie, dem Deutschen Tanzarchiv Köln, dem Archiv der Akademie der Künste Berlin (Grass) und dem Deutschen Theatermuseum München.